# 서피스 북
마이크로소프트 서피스 북(영어: Surface Book)은 마이크로소프트에서 발표한 윈도우 10 노트북 컴퓨터의 이름이다. 서피스 북은 2015년 10월 6일 발표되었다.

## 키보드 부분과 모니터 부분의 분리
키보드 부분과 모니터 부분이 분리가 가능한데 배터리가 키보드 부분과 모니터 부분에 나뉘어 있기 때문에 분리해서 사용하면 배터리 사용 가능 시간이 줄어든다. 또한 외장 그래픽 카드는 키보드 부분에 있기 때문에 키보드 부분을 떼어 놓고 사용하면 내장 그래픽을 이용해 그래픽 처리를 한다.